# Шельба, Марио
Марио Шельба (итал. Mario Scelba; 5 сентября 1901, Кальтаджироне — 29 ноября 1991 Рим) — итальянский политик и государственный деятель, 47-й премьер-министр Итальянской Республики с 10 февраля 1954 года по 2 июля 1955 года.

## Биография
Его отец был бедным издольщиком на земле священника Луиджи Стурцо. Изучал право в городе Риме, а по окончании юрфака в 1921 году занял видное место в Итальянской народной партии (Partito Popolare Italiano), став личным помощником и секретарём того же Стурцо, одного из лидеров политической силы. После того, как эта политическая партия была запрещена, Марио Шельба занялся в столице адвокатской практикой.
После начала Второй мировой войны, ратовал за восстановление народной партии и вскоре партия появилась под новым названием — Христианско-демократическая партия, и он стал в ней членом президиума и отвечал за политические вопросы и вопросы отношений со средствами массовой информации.
В 1945 году был избран в Национальный совет. В том же году занимает пост министра внутренних дел.
В феврале 1954 года сформировал и возглавил собственный кабинет министров, в состав которого вошли христианские демократы, либералы и социал-демократы. Созданное им правительство продержалось у власти полтора года.
С июля 1960 по февраль 1962 года вновь исполнял обязанности министра внутренних дел республики. В 1964 неудачно баллотировался на пост президента Итальянской республики.
В 1969-1971 годах был председателем Европейского парламента.
Скончался 29 ноября 1991 года в Риме. На его похоронах присутствовало практически всё высшее руководство партии Христианских демократов.